# COSAFA U-23-Meisterschaft
Die COSAFA-U-23-Meisterschaft (englisch COSAFA Under-23 Championship) war ein Jugend-Fußballturnier, das vom Fußballverband des südlichen Afrikas, COSAFA, organisiert wurde. Er wurde zwischen 1998 und 2002 dreimal ausgetragen.

## Bisherige Gewinner
Angabe in Klammern steht für die Anzahl der Turniersiege.
- 1998 in  Südafrika:  Südafrika
- 2001 in  Südafrika:  Südafrika (2)
- 2002 in  Südafrika:  Südafrika (3)